# Donald Jackson
Donald George „Don” Jackson (ur. 2 kwietnia 1940 w Oshawa) – kanadyjski łyżwiarz figurowy, startujący w konkurencji solistów. Brązowy medalista igrzysk olimpijskich ze Squaw Valley (1960), mistrz (1962) i dwukrotny wicemistrz świata (1959, 1960), dwukrotny mistrz Ameryki Północnej (1959, 1961) oraz czterokrotny mistrz Kanady (1959–1962).

## Osiągnięcia
| Zawody                        | 1955           | 1956           | 1957           | 1958           | 1959           | 1960           | 1961           | 1962           |                |                |                |                |                |                |                |                |                |
| Międzynarodowe                | Międzynarodowe | Międzynarodowe | Międzynarodowe | Międzynarodowe | Międzynarodowe | Międzynarodowe | Międzynarodowe | Międzynarodowe | Międzynarodowe | Międzynarodowe | Międzynarodowe | Międzynarodowe | Międzynarodowe | Międzynarodowe | Międzynarodowe | Międzynarodowe | Międzynarodowe |
| ----------------------------- | -------------- | -------------- | -------------- | -------------- | -------------- | -------------- | -------------- | -------------- | -------------- | -------------- | -------------- | -------------- | -------------- | -------------- | -------------- | -------------- | -------------- |
| Igrzyska olimpijskie          |                |                |                |                |                | 3              |                |                |                |                |                |                |                |                |                |                |                |
| Mistrzostwa świata            |                |                | 7              | 4              | 2              | 2              | C              | 1              |                |                |                |                |                |                |                |                |                |
| Mistrzostwa Ameryki Północnej |                |                | 4              |                | 1              |                | 1              |                |                |                |                |                |                |                |                |                |                |
| Krajowe                       |                |                |                |                |                |                |                |                |                |                |                |                |                |                |                |                |                |
| Mistrzostwa Kanady            | 1 J            | 2              | 2              | 2              | 1              | 1              | 1              | 1              |                |                |                |                |                |                |                |                |                |

## Nagrody i odznaczenia
- Galeria Sławy Legend Sportu Ontario – 2002[2]
- Członek Orderu Kanady – 1997[2]
- Światowa Galeria Sławy Łyżwiarstwa Figurowego – 1977[6]